# Manuéla Kéclard-Mondésir
Pour les articles homonymes, voir Mondésir.
Manuéla Kéclard-Mondésir, née le 6 mai 1971 au Lamentin (Martinique), est une femme politique française. Elle devient députée de la Martinique en avril 2018, en raison de la démission de Bruno Nestor Azerot, dont elle était la suppléante. Elle a occupé la fonction de député jusqu'au 21 juin 2022.

## Biographie
Manuéla Kéclard-Mondésir a été de 2014 à 2020, la neuvième adjointe au maire de la commune de Saint-Joseph.
Elle quitte en février 2017 le Parti progressiste martiniquais, organisation politique dont elle était membre depuis seize ans.
Aux élections législatives de 2017, Bruno Nestor Azerot (divers gauche) est réélu député, et Manuéla Kéclard-Mondésir est sa suppléante. Peu après, en novembre 2017, Azerot se présente à l'élection municipale partielle de Sainte-Marie — dont il avait quitté le poste de maire à son élection à la députation — et la remporte. Pour cause cumul des mandats, il doit abandonner son poste de député et sa suppléante doit reprendre le relais.
Après avoir fait ses premiers pas à l'Assemblée nationale en décembre 2017 en compagnie d'Azérot, Kéclard-Mondésir occupe officiellement sa fonction de députée le 23 avril 2018, d'après le Journal officiel de la République française du 25 avril. Attendue au Palais-Bourbon depuis le 16 avril, un recours déposé devant le Conseil constitutionnel par un collectif de citoyens après la municipale de Sainte-Marie retardait son entrée à l'Assemblée,. Elle devient la deuxième femme députée martiniquaise, après Josette Manin, élue divers gauche en 2017.
Manuéla Kéclard-Mondésir est secrétaire de la commission de la défense nationale et des forces armées et membre de la délégation aux outre-mer. Elle est notamment co-rapporteure de la mission d'information sur le continuum sécurité-développement. Elle livre, en février 2020, l'ensemble de ses recommandations, soutenues en commun par son co-rapporteur de la majorité Jean-Michel Jacques, dans le but d'approfondir et d'améliorer l'articulation entre les différents acteurs du continuum sécurité-développement, notamment au Sahel,.

## Détail des mandats et fonctions
- 2010 - 2015 : conseillère régionale de la Martinique
- De 2014 à 2020 : neuvième adjointe au maire de Saint-Joseph
- De 2018 à 2022 : députée de la Martinique